# La muerte de Peregrino
La muerte de Peregrino (griego: περὶ τῆς Περεγρίνου τελευτῆς, latín: de morte Peregrini) es una sátira de Luciano de Samosata, escritor sirio del siglo II d. C. La obra gira en torno al filósofo cínico Peregrino Proteo, quien se incineró en Elis durante los Juegos Olímpicos que se celebraron en el 165 d. C. La obra está escrita a manera de carta dirigida a su amigo Cronio y en ella hace una crítica contra el cristianismo de su tiempo en general y contra el personaje en particular.
La persona histórica de Peregrino no sólo nos llega por Luciano. Aulo Gelio también hace una breve mención del personaje en sus Noches áticas. Aulo Gelio nos retrata a Peregrino de una manera muy diferente, pues lo considera un filósofo cuyas enseñanzas son dignas de ser oídas. De la misma opinión es Amiano Marcelino, quien incluso lo llama "filósofo ilustre" en sus Historias.
Sin embargo, Luciano no es el único que lo consideró como un charlatán ávido de gloria. Tertuliano lo menciona en su obra A los mártires dentro de una enumeración de personajes que, como Peregrino, su deseo de fama los llevó a un suicidio ostentoso. De igual manera, Taciano hace una crítica muy directa a este tipo de filósofos, donde menciona a Peregrino como ejemplo de ellos en su Discurso a los griegos.

## Resumen
En esta obra, Luciano le relata a su amigo Cronio el episodio de la muerte de Peregrino, el cual dice haber presenciado, así como el relato que escuchó sobre la vida de éste.

## Esquema general deLa muerte de Peregrino
A continuación, un esquema general de la obra con los episodios que se narran. Los números a la izquierda se refieren a los 46 párrafos en los que se divide la carta.
[1-2] Luciano justifica su carta, en la que le relata a su amigo Cronio que presenció la incineración de Peregrino.
[3-4] En su camino a Elis, Luciano escucha el discurso de Teágenes, un adepto de Peregrino, donde lo cubre de halagos e incluso lo compara con Zeus.
[5-6] Luciano indaga sobre lo que está presenciando, pero es interrumpido por la continuación del discurso de Teágenes hasta que baja del púlpito entre lágrimas y lamentos por la decisión de Peregrino.
[7-8] Antes de que se disipe la muchedumbre, sube un nuevo personaje (un alter ego de Luciano), quien comienza un relato de la vida de Peregrino.
[9] En un principio, acusa a Peregrino de adulterio y pedofilia.
[10] Luego relata el episodio del parricidio cometido por Peregrino.
[11-13] Huyendo de las acusaciones, se refugia con los cristianos, quienes lo acogen teniéndolo por profeta.
[14-15] Peregrino regresa a su patria, Paros, donde aún recuerdan el parricidio y se ve obligado a donar sus bienes a la ciudad para evitar la persecución. 
[16-] Peregrino sale de Paros y vive de los cristianos, pero es repudiado por ellos debido a que contraviene algunos de sus preceptos.
[17] Peregrino hace un viaje a Egipto, donde se inicia en el cinismo.
[18] Luego viaja a Italia, donde gana un cierto renombre por su indolencia.
[19-20] Después viaja a Elis, donde continua su vituperio contra todos, pero poco le faltó para morir lapidado por su indolencia. Se refugia en el templo de Zeus y luego anuncia su incineración durante la siguiente olimpiada.
[21-30] Al final de su discurso, el personaje de Luciano reflexiona sobre el actuar de Peregrino y su deseo de gloria, lo que lo empuja a la incineración.
[31] Teágenes retoma el púlpito, pero Luciano se aleja del lugar.
[32-33] Luciano llega a Olimpia y ahí intenta escuchar el discurso de Proteo, pero hay demasiada gente y se aleja, no sin burlarse de él.
[34] Luciano comunica sus impresiones sobre Peregrino a Cronio.
[35-36] Luego, Luciano relata la incineración de Peregrino.
[37] Después, Luciano se burla de Peregrino ante la multitud, pero ésta no es bien recibida y se ve obligado a huir.
[38] Luciano hace entonces una reflexión sobre el deseo desmedido de gloria de Peregrino.
[39-40] Luciano inventa hechos sobre la muerte de Peregrino y luego oyes como éstos se replican e incrementan.
[41-42] Luciano termina su relato de la muerte de Peregrino.
[43-45] Luciano cuenta un último episodio de la vida de Peregrino cuando se lo encontró en un viaje en barco.